# Ventersdorp
Ventersdorp – miasto w Prowincji Północno-Zachodniej Republiki Południowej Afryki. Liczy 2 000 mieszkańców. Siedziba władz Afrikaner Weerstandsbeweging, miejsce urodzenia jego założyciela Eugène’a Terre’Blanche’a.